# Komplement (mikroekonomie)
Komplementy jsou v teorii spotřebitele takové dva statky, u nichž ze spotřeby jednoho vyplývá spotřeba druhého. Křížová elasticita poptávky je u komplementů záporná, to znamená, že růst ceny statku A je provázen snížením poptávky po komplementárním statku B.
Poněkud umělým příkladem dokonalého komplementu je levá a pravá bota. Komplementární vztah však nemusí být nezbytně symetrický.
Příkladem z praxe mohou být například pobytová taxa (lázeňský poplatek): pokud obec zvýší cenu lázeňského poplatku, sníží se poptávka po službách hoteliérů.
Dalším příkladem může být vztah DVD přehrávač – DVD s filmy, herní konzole – hra pro tuto konzoli, walkman – baterie nebo hudební CD, automobil – náhradní díl. Výrobci mohou využít vztahu komplementarity ve své cenové politice, pokud mají kontrolu nad oběma statky (např. tím, že u levnějšího výrobku nastaví podstatně vyšší marži; ceny herních konzolí jsou často dokonce dotované a výrobci vydělávají na prodeji her).
Jiným příkladem je vztah hypoték na bydlení a bytů v soukromém vlastnictví. Nízké ceny hypoték vedou ke zvýšené poptávce po bytech a obvykle vytlačí vzhůru i ceny bytů.